# Główna Baza Przerzutowa
Powołana 21 stycznia 1944 przez szefa Sztabu Naczelnego Wodza gen. Stanisława Kopańskiego struktura o kryptonimie „Jutrzenka” (brytyjski kryptonim „Torment”), funkcjonująca także pod nazwą Baza nr 11, działająca w ramach Oddziału VI (Specjalnego) Sztabu Naczelnego Wodza. Jej zadaniem była organizacja zrzutów cichociemnych oraz zaopatrzenia dla Armii Krajowej do okupowanej Polski, we współpracy z brytyjską organizacją rządową Special Operations Executive, z wykorzystaniem lotów specjalnych SOE, w tym polskiej 1586 Eskadry Specjalnego Przeznaczenia, stacjonującej na lotnisku Campo Casale nieopodal Brindisi (Włochy).
Główna Baza Przerzutowa funkcjonowała do grudnia 1944, w Latiano, ok. 20 km od lotniska Campo Casale, pod Brindisi (Włochy). Wystartowało z niej do okupowanej Polski 486 samolotów (238 polskich oraz 248 brytyjskich i południowoafrykańskich), wykonało zadanie 247 załóg (137 polskich oraz 110 brytyjskich i południowoafrykańskich), stracono 32 samoloty (7 polskich oraz 25 brytyjskich i południowoafr.). Od 18 grudnia 1943 do końca 1944 zrzuty cichociemnych i zaopatrzenia dla AK, realizowane były początkowo po starcie z lotniska Sidi Amor w rejonie Tunisu (3 zrzuty), następnie po starcie z lotniska Campo Casale nieopodal Brindisi (Włochy), skąd przerzucono do okupowanej Polski 133 cichociemnych oraz w kilkudziesięciu operacjach lotniczych zaopatrzenie dla Armii Krajowej (zrzuty materiałowe).
Wcześniej cichociemnych przerzucano z brytyjskich lotnisk RAF: Foulsham (2), Linton-on-Ouse (2), Leakenheath (9), Newmarket (2), Stradishall (6). Kilku Cichociemnych prawdopodobnie przerzucono z lotniska RAF Grottaglie. Od 27 marca 1942 do 21 września 1943 zrzuty cichociemnych oraz zaopatrzenia dla Armii Krajowej realizowane były w operacjach specjalnych SOE z tajnego brytyjskiego lotniska RAF Tempsford, skąd w 43 operacjach lotniczych SOE przerzucono do okupowanej Polski 158 cichociemnych oraz w ok. 90 kolejnych operacjach lotniczych zaopatrzenie dla Armii Krajowej (zrzuty materiałowe).
Ogółem, w niecałe cztery lata wystartowało do Polski w tajnych operacjach przerzutowych SOE 868 samolotów, w tym 483 wykonały zadanie zrzutem lub lądowaniem, stracono 70 samolotów. Przeprowadzono 81 operacji, podczas których przerzucono do Polski 316 cichociemnych oraz 28 kurierów, Węgra – radiotelegrafistę, a także 4 Anglików w operacji Freston. Ponadto zrzucono 670 ton zaopatrzenia (4802 zasobniki, 2971 paczek, 58 bagażników), z czego odebrano 443 tony. Stracono 70 samolotów (59 załóg, w tym 30 polskich), 11 skoczków, 1319 zasobników, 487 paczek, 7 bagażników, pieniądze. Zrzuty skoczków oraz zaopatrzenia przyjmowało ok. 642 placówek odbiorczych (część z nich to te same placówki o innych kryptonimach). Spadochroniarze przywieźli ze sobą prawie 35 milionów dolarów, 20 milionów marek niemieckich, 41 milionów złotych marek okupacyjnych oraz inne waluty.
Główna Baza Przerzutowa „Jutrzenka” była istotną częścią infrastruktury włoskiej Oddziału VI (Specjalnego), od 26 czerwca 1944 funkcjonującej w ramach dowództwa „Elba”. W jej skład, oprócz G.B.P. wchodziły: Ośrodek Wyszkolenia (Baza nr 10)  kandydatów na Cichociemnych w Ostuni, dowodzony przez gen. Leopolda Okulickiego, centrala łączności „Mewa” w Mesagne, obsługująca łączność G.B.P. związaną z przerzutem dla Armii Krajowej, placówka „Capri” w Bari organizująca przerzut Polaków do 2 Korpusu oraz wchodząca w skład 334 Skrzydła Specjalnego Przeznaczenia (334 Wing) RAF polska 1586 Eskadra Specjalnego Przeznaczenia, stacjonująca na lotnisku w Campo Casale nieopodal Brindisi, obsługująca m.in. loty specjalne ze zrzutami do Polski.

## Organizacja Głównej Bazy Przerzutowej
Cele G.B.P., jej dowództwo oraz organizację definiował ściśle tajny „Rozkaz organizacyjny i Instrukcja Specjalna dla Dowódcy Głównej Bazy Przerzutowej do Kraju” L.dz. 7215/O.Spec./tjn/43 z dnia 21 stycznia 1944 gen. Stanisława Kopańskiego.
G.B.P. została powołana „celem wykonania operacyj przerzutowych dla Armii Krajowej drogą lotniczą”, wyznaczono jako jej początkowe miejsce postoju „Włochy Południowe, a następnie zależnie od wytworzonej sytuacji politycznej i wojennej Sprzymierzonych”. Środkiem realizacji tego celu miała być polska 1586 Eskadra Specjalnego Przeznaczenia oraz „samoloty uzyskane przez Naczelnego Wodza u wojskowych władz anglo-amerykańskich”. Zaopatrzenie dla Armii Krajowej, czyli „materiały wojenne i ekwipunek skoczków” także „materiał specjalny zapotrzebowany przez D-cę AK” miały być przekazywane przez Brytyjczyków, a w przypadkach pilnych lub niemożliwych do zrealizowania przez Brytyjczyków – zakupione przez Szefa Oddziału Specjalnego lub Dowódcę G.B.P. Dotacje pieniężne oraz pocztę dla A.K. dostarczał Oddział VI (Specjalny).
Rozkaz przewidywał w G.B.P. 42 etaty oficerów, 97+1 podoficerów oraz 108 szeregowych.
Struktura organizacyjna G.B.P.:
- Dowództwo: Dowódca G.B.P., dwóch oficerów lotnictwa, oficer do zleceń i tłumacz, oficer bezpieczeństwa i wywiadu; kancelaria: 1 oficer, 4 podoficerów, 3 szeregowych, ponadto patrol żandarmerii (6 podoficerów, 12 szeregowców)
- Wydział Operacyjny: szef, 5 oficerów operacyjnych i stacyjnych, 6 oficerów sekcji szyfrów
- Wydział łączności: szef, 2 oficerów technicznych, 7 oficerów, 36 podoficerów, 12 szeregowych – radio, patrole specjalne, warsztat łączności
- Kwatermistrzostwo Materiałów Wojennych dla Kraju: kwatermistrz, 3 oficerów, 2 podoficerów
- Pakowalnia (zasobników, bagażników, paczek, pasów pieniężnych): 2 oficerów, 10 podoficerów, 40 szeregowych
- Warsztat mechaniczny, rusznikarski, stolarski: 1 oficer, 10 podoficerów, 13 szeregowych
- Sekcja transportowa, magazyn centralny: 1 oficer, 8 podoficerów, 6 szeregowych; magazyn – 2 oficerów, 4 podoficerów
- Wydział Finansowo – Gospodarczy: szef, oficer gospodarczy, materiałowy, płatnik, żywnościowy
- Lekarz i patrol sanitarny - 2 oficerów, 4 podoficerów, 4 szeregowych

W tzw. rejonie IV G.B.P., pomiędzy miejscowościami Latiano a Mesagne znajdowały się dwie tzw. stacje wyczekiwania (oznaczone brytyjskimi kryptonimami STA „A” oraz STA „B”) dla kandydatów na Cichociemnych oczekujących na przerzut do Polski z pobliskiego lotniska Campo Casale.
„Rozkaz organizacyjny” Bazy przewidywał, że początkowo ustalona struktura organizacyjna może zostać zmieniona zarządzeniem dowódcy G.B.P „w miarę aktualnych potrzeb”, co później miało kilkakrotnie miejsce.

## Dowódca Głównej Bazy Przerzutowej
Dowódcą (komendantem) G.B.P. mianowany został oficer wywiadu z Oddziału VI (Specjalnego) Sztabu Naczelnego Wodza mjr dypl. Jan Jaźwiński, jeden z pierwszych przeszkolonych polskich spadochroniarzy (Znak Spadochronowy nr 0005). Od początku zajmował się organizacją lotniczych zrzutów cichociemnych oraz zaopatrzenia dla Armii Krajowej, od końca sierpnia 1940 jako szef Samodzielnego Referatu „S”, od 4 maja 1942 do stycznia 1944 jako szef Wydziału Specjalnego (S) w Oddziale VI (Specjalnym). Otrzymał kryptonim „Sopja” oraz uprawnienia dowódcy pułku.
O mianowaniu mjr. dypl. Jaźwińskiego Naczelny Wódz gen. Kazimierz Sosnkowski powiadomił listem z 24 stycznia 1944 gen. Sir Henry'ego M. Wilsona, dowódcę wojsk alianckich w obszarze śródziemnomorskim.
Rozkaz zastrzegał, że „wszystkie sprawy związane z całokształtem akcji przerzutowej są zachowane do wyłącznej decyzji dowódcy G.B.P. Tylko i wyłącznie D-ca G.B.P. jest uprawniony do określenia zakresu wglądu w pracę G.B.P. dla władz polskich i Sprzymierzonych. Wgląd ten może mieć miejsce o ile D-ca G.B.P. uzna, że jest to konieczne dla ułatwienia pracy G.B.P.”
Wśród zadań dowódcy G.B.P. rozkaz organizacyjny wskazywał m.in.:
- opracowanie i realizacja Planu Przerzutu z G.B.P. do Kraju, na podstawie wytycznych Dowódcy Armii Krajowej i Szefa Oddziału Specjalnego, oraz wyników współpracy z władzami brytyjskimi lub amerykańskimi,
- zapewnienie ochrony G.B.P. przed wglądem w jej pracę osób i władz nieupoważnionych
- utrzymanie żywej współpracy z władzami Sprzymierzonych

Dowódca Głównej Bazy Przerzutowej był uprawniony m.in. do „otrzymywania wiadomości dotyczących sytuacji w Kraju, potrzebnych dla prowadzenia przez D-cę G.B.P. aktualnego obrazu warunków wykonywania operacyj przerzutowych (...) wiadomości wywiadowczych od Dowódcy A.K. i Oddz. Wyw. Sztabu N.W. w zakresie potrzebnym dla prowadzenia operacji”.
Miał zapewnioną stałą łączność operacyjną, radiową (co godzinę) oraz kurierską z Oddziałem VI (Specjalnym), a także stałą łączność radiową z dowództwem Armii Krajowej. Dowódcy G.B.P. podporządkowano także „placówki Oddz. Spec. korzystające z radiostacji lub innej pomocy Bazy”.
Dowódca G.B.P. miał również uprawnienie do uznania przeszkolonych skoczków – kandydatów na cichociemnych „za nieprzydatnych do przerzutu do Kraju”. Jeśli byli także uznani przez niego za „nieprzydatnych do użycia w pracy G.B.P.” o ich dalszym przydziale decydował Szef Oddziału VI (Specjalnego).
„W styczniu 1944 Główną Bazę Przerzutową (GBP) pod Brindisi objął mjr dypl. Jan Jaźwiński „Sopja”. Władał on językiem angielskim, był twardy i konsekwentny w stosunku do Anglików z SOE i pracował w Oddziale VI Sztabu N.W. już od czerwca 1940 roku jako szef Referatu „S” (*Specjalny), który został przeorganizowany później na Wydział „S”, zajmujący się przerzutem lotniczym i kompletowaniem sprzętu dla Armii Krajowej. Był on niewątpliwie pionierem i spiritus movens przerzutu lotniczego do Kraju. Po objęciu dowództwa GBP mjr Jaźwiński podlegał wprawdzie szefowi Oddziału VI w Londynie (był nim wtedy ppłk dypl. Protasewicz), ale sam podpisywał depesze do gen. Bora – Komorowskiego i miał swobodę w organizowaniu przerzutu lotniczego do Kraju.
Do 31 lipca 1944 – dzięki wysiłkom mjr dypl. Jana Jaźwińskiego – wystartowało z lotniska Campo Casale nieopodal Brindisi (Włochy) do Polski 340 samolotów (179 polskich i 161 brytyjskie), wykonało zadanie 178 załóg (104 polskie i 74 brytyjskie). Podczas Powstania Warszawskiego, od 1 do 22 sierpnia 1944 wystartowało stamtąd 146 samolotów (59 polskich, 87 brytyjskich i południowoafrykańskich), wykonało zadanie 69 (33 polskich i 36 brytyjskich oraz południowoafrykańskich.).
Po konflikcie z prosowieckim gen. Stanisławem Tatarem (od maja 1944 zastępcą szefa Sztabu NW do Spraw Krajowych, któremu podlegał Oddział VI), m.in. na tle zrzutów dla Powstania Warszawskiego, pozbawiony uprawnień dowódcy pułku oraz prawa szyfrowanej łączności z KG AK, 25 lipca 1944 złożył rezygnację oraz poprosił Naczelnego Wodza o zdymisjonowanie z funkcji komendanta Głównej Bazy Przerzutowej. Po proteście Dowódcy Armii Krajowej gen. Tadeusza Komorowskiego, do 2 września 1944 wspierał merytorycznie kpt. dypl. Jana Podoskiego, szefa Wydziału „S” w Oddziale VI (Specjalnym) oraz ppłk Mariana Dorotycza – Malewicza ps. Hańcza, od czerwca 1944 sprawującego obowiązki komendanta G.B.P.
W swoim pamiętniku mjr dypl. Jan Jaźwiński odnotował:
„(…) list mój do płk Demela: Dn. 23 bm. rozkazem Tatara L.dz. 5856/O.Sp. (kopia w załączeniu) zostałem pozbawiony bezpośredniej łączności z Lawiną [gen. Tadeusz Komorowski, dowódca AK] oraz z władzami brytyjskimi [SOE]. Prawnie rozkaz ten pozostawia mnie możność świadomego kierownictwa przerzutem. (…) Faktycznie Hańcza [ppłk Marian Dorotycz – Malewicz] nie jest zdolny do prowadzenia akcji przerzutowej, ani też do rozmów z władzami brytyjskimi. Mogę więc czuwać nad realizacją planu przerzutu do AK. Wobec bardzo trudnej i ciężkiej obecnie sytuacji pozostanę w Bazie Jutrzenka dopoki NW [Naczelny Wódz] uzna to za celowe. (…) jutro wyślę drogą służbową depeszę do NW z prośbą o zwolnienie mnie ze stanowiska Dowódcy Bazy Jutrzenka i od wszelkich prac związanych z O.Sp. [Oddziałem Specjalnym] to znaczy z Tatarem. Jan Jaźwiński, 25 lipca 1944.”
Ostatnie dwa zrzuty z Głównej Bazy Przerzutowej „Jutrzenka” zrealizowano w nocy 26/27 grudnia 1944. W operacji lotniczej Staszek 2 przerzucono do Polski cichociemnych: Stanisława Dmowskiego ps. Podlasiak, Zdzisława Sroczyńskiego ps. Kompresor, Witolda Uklańskiego ps. Herold, Jana Matysko ps. Oskard, Bronisława Czepczaka ps. Zwijak oraz Jana Parczewskiego ps. Kraska. W operacji lotniczej Freston tej samej nocy przerzucono oficerów brytyjskiej misji wojskowej Freston.

## Likwidacja Głównej Bazy Przerzutowej
W związku ze zbliżającym się zakończeniem II wojny św., w styczniu 1945 rozpoczęto likwidację G.B.P. Do 1 kwietnia 1945 zakończyła działalność wchodząca w jej skład centrala łączności „Mewa” obsługująca zrzuty cichociemnych i zaopatrzenia dla Armii Krajowej. Kierowana przez mjr Mariana Utnika Komisja Likwidacyjna Oddziału VI (Specjalnego) Sztabu Naczelnego Wodza przejęła z Głównej Bazy Przerzutowej 6 mln. 451 tys. dolarów, pozostałych z dotacji prezydenta USA Roosevelta na wsparcie konspiracji w Polsce. Pieniądze te zostały przekazane niejawnej centrali konspiracyjnej "Hel” kierowanej przez płk. Stanisława Nowickiego pod nadzorem gen. Stanisława Tatara, działającej do jesieni 1946. W części – wraz z przejętym przez Tatara „złotym FON” – pieniądze zostały w 1947 przekazane władzom „Polski Ludowej”.